# Llista de monuments de Montblanc
Llista de monuments de Montblanc inclosos en l'Inventari del Patrimoni Arquitectònic Català per al municipi de Montblanc (Conca de Barberà). Inclou els inscrits en el Registre de Béns Culturals d'Interès Nacional (BCIN) amb la classificació de monuments històrics, els Béns Culturals d'Interès Local (BCIL) de caràcter immoble i la resta de béns arquitectònics integrants del patrimoni cultural català.
| Monument                                                                         | Protecció       | Estil/època                             | Localització                                                             | Coordenades                                          | Codi?         | Imatge |
| -------------------------------------------------------------------------------- | --------------- | --------------------------------------- | ------------------------------------------------------------------------ | ---------------------------------------------------- | ------------- | --- |
| Casal dels Josa, o Cal Portuguès                                                 | BCIN 161-MH     | Gòtic XIII, XVIII                       | Montblanc C. Josa, 6                                                     | 41° 22′ 38″ N, 1° 09′ 42″ E / 41.377115°N,1.161753°E | RI-51-0005088 | Casal dels Josa (Montblanc) · Vegeu més fotos d'aquest monument · Carregueu una nova foto d'aquest monument                                    |
| Palau del Castlà                                                                 | BCIN 1075-MH    | Gòtic tardà XVI, XVIII-XIX              | Montblanc Pl. de Sant Miquel, 3                                          | 41° 22′ 33″ N, 1° 09′ 45″ E / 41.375831°N,1.162611°E | RI-51-0006644 | Palau del Castlà (Montblanc) · Vegeu més fotos d'aquest monument · Carregueu una nova foto d'aquest monument                                   |
| Castell de Prenafeta                                                             | BCIN 1076-MH    | XII, XIII-XIV                           | Montblanc Prenafeta                                                      | 41° 22′ 35″ N, 1° 13′ 58″ E / 41.376428°N,1.232743°E | RI-51-0006645 | Castell de Prenafeta (Montblanc) · Vegeu més fotos d'aquest monument · Carregueu una nova foto d'aquest monument                               |
| Església de Santa Maria la Major, o Església arxiprestal de Santa Maria la Major | BCIN 1906-MH-EN | Gòtic, barroc XIV, XVII                 | Montblanc Pl. de Santa Maria                                             | 41° 22′ 38″ N, 1° 09′ 41″ E / 41.377349°N,1.161469°E | RI-51-0007215 | Església de Santa Maria la Major (Montblanc) · Vegeu més fotos d'aquest monument · Carregueu una nova foto d'aquest monument                   |
| Conjunt històric de Montblanc, abans Duesaigües, Vila-salva                      | BCIN 1953-CH    | Gòtic, renaixement, barroc Medieval-XXI | Montblanc Pl. Major i voltants                                           | 41° 22′ 35″ N, 1° 09′ 41″ E / 41.37651°N,1.16148°E   | RI-53-0000014 | Montblanc · Vegeu més fotos d'aquest monument · Carregueu una nova foto d'aquest monument                                                      |
| Recinte emmurallat de Montblanc                                                  | BCIN 1967-MH    | XIV                                     | Montblanc                                                                | 41° 22′ 30″ N, 1° 09′ 48″ E / 41.375029°N,1.163341°E | RI-51-0006643 | Recinte emmurallat de Montblanc · Vegeu més fotos d'aquest monument · Carregueu una nova foto d'aquest monument                                |
| Molins de la Vila, Molí de la Volta o Molí Gran, i Molí Xic                      | BCIN 1981-MH-EN | Gòtic XIII                              | Montblanc Camí que surt de la carretera de Prenafeta                     | 41° 22′ 30″ N, 1° 10′ 38″ E / 41.375062°N,1.177239°E | RI-51-0010998 | Molins de la Vila (Montblanc) · Vegeu més fotos d'aquest monument · Carregueu una nova foto d'aquest monument                                  |
| Església de Sant Francesc i restes de l'antic convent                            | BCIN 4157-MH    | Gòtic XIII                              | Montblanc Muralla de Sant Francesc                                       | 41° 22′ 27″ N, 1° 09′ 46″ E / 41.374288°N,1.162641°E | IPA-12815     | Església de Sant Francesc (Montblanc) · Vegeu més fotos d'aquest monument · Carregueu una nova foto d'aquest monument                          |
| Carrer i arc dels Jueus                                                          | BCIL 2005       | Gòtic XIII                              | Montblanc C. dels Jueus                                                  | 41° 22′ 36″ N, 1° 09′ 47″ E / 41.376716°N,1.16292°E  | IPA-12795     | Carrer dels Jueus (Montblanc) · Vegeu més fotos d'aquest monument · Carregueu una nova foto d'aquest monument                                  |
| Carrer d'Hortolans                                                               |                 | Obra popular XIII, XIX                  | Montblanc C. dels Hortolans                                              | 41° 22′ 37″ N, 1° 09′ 42″ E / 41.37683°N,1.16167°E   | IPA-12796     | Carrer d'Hortolans (Montblanc) · Vegeu més fotos d'aquest monument · Carregueu una nova foto d'aquest monument                                 |
| Carrer de la Civaderia                                                           |                 | Gòtic XV                                | Montblanc C. de la Civaderia                                             | 41° 22′ 34″ N, 1° 09′ 43″ E / 41.376233°N,1.161899°E | IPA-12797     | Carrer de la Civaderia (Montblanc) · Vegeu més fotos d'aquest monument · Carregueu una nova foto d'aquest monument                             |
| Carrer de la Plebania                                                            |                 | Gòtic XVI                               | Montblanc C. de la Plebania                                              | 41° 22′ 40″ N, 1° 09′ 43″ E / 41.37766°N,1.16186°E   | IPA-12798     | Carrer de la Plebania (Montblanc) · Vegeu més fotos d'aquest monument · Carregueu una nova foto d'aquest monument                              |
| Plaça Major                                                                      | BCIL 2005       | Gòtic, obra popular                     | Montblanc Pl. Major                                                      | 41° 22′ 36″ N, 1° 09′ 41″ E / 41.376599°N,1.161463°E | IPA-12799     | Plaça Major (Montblanc) · Vegeu més fotos d'aquest monument · Carregueu una nova foto d'aquest monument                                        |
| Rectoria de Santa Maria de Montblanc o la Plebania                               |                 | Eclecticisme XVIII-XIX                  | Montblanc Pl. de l'Església                                              | 41° 22′ 38″ N, 1° 09′ 40″ E / 41.377187°N,1.161157°E | IPA-12801     | Rectoria de Santa Maria de Montblanc · Vegeu més fotos d'aquest monument · Carregueu una nova foto d'aquest monument                           |
| Església de Sant Miquel                                                          | BCIL 2005       | Romànic, gòtic XIII                     | Montblanc C. Major                                                       | 41° 22′ 33″ N, 1° 09′ 46″ E / 41.375968°N,1.162658°E | IPA-12804     | Església de Sant Miquel (Montblanc) · Vegeu més fotos d'aquest monument · Carregueu una nova foto d'aquest monument                            |
| Església de l'Hospital de Santa Magdalena                                        | BCIL 1982       | Gòtic XIV                               | Montblanc Raval de Santa Anna                                            | 41° 22′ 46″ N, 1° 09′ 42″ E / 41.37954°N,1.16162°E   | IPA-12812     | Església de l'Hospital de Santa Magdalena (Montblanc) · Vegeu més fotos d'aquest monument · Carregueu una nova foto d'aquest monument          |
| Antic Hospital de Santa Magdalena                                                | BCIL 1982       | Gòtic, gòtic tardà XIV, XV-XVI          | Montblanc Raval de Santa Anna                                            | 41° 22′ 47″ N, 1° 09′ 41″ E / 41.379719°N,1.161522°E | IPA-12813     | Antic Hospital de Santa Magdalena (Montblanc) · Vegeu més fotos d'aquest monument · Carregueu una nova foto d'aquest monument                  |
| Santuari de la Serra                                                             | BCIL 2005       | Gòtic XIV                               | Montblanc Pl. de la Serra                                                | 41° 22′ 43″ N, 1° 09′ 26″ E / 41.378506°N,1.157311°E | IPA-12821     | Santuari de la Serra (Montblanc) · Vegeu més fotos d'aquest monument · Carregueu una nova foto d'aquest monument                               |
| Convent de la Mercè                                                              | BCIL 2005       | Gòtic, obra popular XIV                 | Montblanc Ctra. a Poblet i Lleida                                        | 41° 22′ 56″ N, 1° 09′ 43″ E / 41.382306°N,1.161922°E | IPA-12831     | Carregueu una nova foto d'aquest monument |
| Església de Sant Marçal                                                          | BCIL 2005       | Gòtic XIV                               | Montblanc C. de Sant Marçal                                              | 41° 22′ 39″ N, 1° 09′ 32″ E / 41.377372°N,1.158992°E | IPA-12832     | Església de Sant Marçal (Montblanc) · Vegeu més fotos d'aquest monument · Carregueu una nova foto d'aquest monument                            |
| Església de Santa Tecla                                                          |                 | Barroc XVII                             | Montblanc C. de Santa Tecla                                              | 41° 22′ 39″ N, 1° 09′ 45″ E / 41.377511°N,1.162528°E | IPA-12836     | Església de Santa Tecla (Montblanc) · Vegeu més fotos d'aquest monument · Carregueu una nova foto d'aquest monument                            |
| Ermita de Sant Josep                                                             |                 | Obra popular XVII                       | Montblanc                                                                | 41° 22′ 00″ N, 1° 09′ 15″ E / 41.366578°N,1.154100°E | IPA-12837     | Ermita de Sant Josep (Montblanc) · Vegeu més fotos d'aquest monument · Carregueu una nova foto d'aquest monument                               |
| Església de Sant Pere                                                            |                 | Romànic XII                             | Montblanc El Pinetell                                                    | 41° 23′ 30″ N, 1° 11′ 31″ E / 41.39175°N,1.19182°E   | IPA-12839     | Església de Sant Pere (Montblanc) · Vegeu més fotos d'aquest monument · Carregueu una nova foto d'aquest monument                              |
| Recinte Cementiri de Montblanc                                                   |                 | Neoclassicisme XIX                      | Montblanc                                                                | 41° 22′ 59″ N, 1° 09′ 52″ E / 41.383182°N,1.164446°E | IPA-12840     | Recinte Cementiri de Montblanc · Vegeu més fotos d'aquest monument · Carregueu una nova foto d'aquest monument                                 |
| Celler del Sindicat de Vinaters de Montblanc                                     | BCIL 2005       | Modernisme Cèsar Martinell XX (1919)    | Montblanc Muralla de Santa Tecla, 54-56                                  | 41° 22′ 43″ N, 1° 09′ 48″ E / 41.378731°N,1.163226°E | IPA-12841     | Celler del Sindicat de Vinaters de Montblanc · Vegeu més fotos d'aquest monument · Carregueu una nova foto d'aquest monument                   |
| Antic escorxador municipal, actual Biblioteca Comarcal Conangla i Fontanilles    | BCIL 2005       | Noucentisme XX Inici                    | Montblanc C. Escorxador - c. de la Vinya                                 | 41° 22′ 34″ N, 1° 09′ 34″ E / 41.375979°N,1.15947°E  | IPA-12842     | Antic escorxador municipal (Montblanc) · Vegeu més fotos d'aquest monument · Carregueu una nova foto d'aquest monument                         |
| Casa de la Vila de Montblanc                                                     | BCIL 2005       | Gòtic-renaixement XIII, XVIII           | Montblanc Pl. Major, 1                                                   | 41° 22′ 36″ N, 1° 09′ 41″ E / 41.376672°N,1.161362°E | IPA-12843     | Casa de la Vila (Montblanc) · Vegeu més fotos d'aquest monument · Carregueu una nova foto d'aquest monument                                    |
| Casa Alenyà, seu del Consell Comarcal                                            | BCIL 2005       | Gòtic XIV                               | Montblanc C. Sant Josep, 18                                              | 41° 22′ 37″ N, 1° 09′ 46″ E / 41.37704°N,1.162842°E  | IPA-12845     | Casa Alenyà (Montblanc) · Vegeu més fotos d'aquest monument · Carregueu una nova foto d'aquest monument                                        |
| Jutjat                                                                           |                 | Eclecticisme XIX                        | Montblanc Pl. de Santa Maria, 1                                          | 41° 22′ 38″ N, 1° 09′ 40″ E / 41.37715°N,1.16108°E   | IPA-12846     | Jutjat (Montblanc) · Vegeu més fotos d'aquest monument · Carregueu una nova foto d'aquest monument                                             |
| Casa Aguiló                                                                      | BCIL 2005       | Gòtic XIV                               | Montblanc C. Sant Josep, 15                                              | 41° 22′ 37″ N, 1° 09′ 47″ E / 41.37705°N,1.16299°E   | IPA-12847     | Casa Aguiló (Montblanc) · Vegeu més fotos d'aquest monument · Carregueu una nova foto d'aquest monument                                        |
| Casa Desclergue                                                                  | BCIL 2005       | Gòtic, renaixement XIV-XVI              | Montblanc Pl. Major, 11                                                  | 41° 22′ 35″ N, 1° 09′ 42″ E / 41.376395°N,1.161690°E | IPA-12848     | Casa Desclergue (Montblanc) · Vegeu més fotos d'aquest monument · Carregueu una nova foto d'aquest monument                                    |
| Ca la Calamanda                                                                  |                 | Eclecticisme XIX                        | Montblanc Pl. Major                                                      | 41° 22′ 36″ N, 1° 09′ 43″ E / 41.37661°N,1.16181°E   | IPA-12849     | Ca la Calamanda (Montblanc) · Vegeu més fotos d'aquest monument · Carregueu una nova foto d'aquest monument                                    |
| Palau Reial                                                                      |                 | Gòtic XIII-XIV                          | Montblanc C. Guillem de Llordat, 7                                       | 41° 22′ 33″ N, 1° 09′ 40″ E / 41.37596°N,1.16102°E   | IPA-12850     | Palau Reial (Montblanc) · Vegeu més fotos d'aquest monument · Carregueu una nova foto d'aquest monument                                        |
| Fonda dels Àngels                                                                | BCIL 2005       | Gòtic XV                                | Montblanc Pl. dels Àngels, 1                                             | 41° 22′ 36″ N, 1° 09′ 45″ E / 41.376706°N,1.162595°E | IPA-12851     | Fonda dels Àngels (Montblanc) · Vegeu més fotos d'aquest monument · Carregueu una nova foto d'aquest monument                                  |
| El Xalet                                                                         |                 | Modernisme XX                           | Montblanc Pujada de la Serra                                             | 41° 22′ 40″ N, 1° 09′ 30″ E / 41.377735°N,1.158406°E | IPA-12852     | Carregueu una nova foto d'aquest monument |
| Horta i caseta                                                                   |                 | Modernisme XX                           | Montblanc Ctra. de l'Espluga                                             |                                                      | IPA-12855     | Carregueu una nova foto d'aquest monument |
| Horta Ca l'Alfonso                                                               |                 | Obra popular XX (1926)                  | Montblanc Ctra. Prenafeta, km 0,5                                        | 41° 22′ 38″ N, 1° 10′ 00″ E / 41.37725°N,1.16679°E   | IPA-12856     | Horta Ca l'Alfonso (Montblanc) · Vegeu més fotos d'aquest monument · Carregueu una nova foto d'aquest monument                                 |
| Mas la Sabatera                                                                  |                 | Obra popular XIX-XX                     | Montblanc Ctra. de Prenafeta                                             | 41° 22′ 42″ N, 1° 12′ 37″ E / 41.37827°N,1.21028°E   | IPA-12857     | Carregueu una nova foto d'aquest monument |
| Mas de la Marmella                                                               |                 | Obra popular XIX-XX                     | Montblanc Ctra. a l'Espluga                                              |                                                      | IPA-12858     | Carregueu una nova foto d'aquest monument |
| Granja Foraster                                                                  |                 | Obra popular XIX-XX                     | Montblanc Camí a l'ermita de Sant Josep                                  | 41° 22′ 11″ N, 1° 09′ 31″ E / 41.369740°N,1.158500°E | IPA-12860     | Carregueu una nova foto d'aquest monument |
| Aqüeducte de Sant Joan                                                           |                 | Obra popular XIX                        | Montblanc                                                                | 41° 22′ 40″ N, 1° 09′ 20″ E / 41.37775°N,1.15549°E   | IPA-12861     | Aqüeducte de Sant Joan (Montblanc) · Vegeu més fotos d'aquest monument · Carregueu una nova foto d'aquest monument                             |
| Pont Vell                                                                        | BCIL 1982       | Romànic XII                             | Montblanc Raval de Santa Anna, 31                                        | 41° 22′ 49″ N, 1° 09′ 41″ E / 41.380272°N,1.161348°E | IPA-12862     | Pont Vell (Montblanc) · Vegeu més fotos d'aquest monument · Carregueu una nova foto d'aquest monument                                          |
| Creu de terme de Santa Maria                                                     | BCIL 1982       | Gòtic XIV                               | Montblanc Pl. de Santa Maria                                             | 41° 22′ 38″ N, 1° 09′ 42″ E / 41.377137°N,1.16153°E  | IPA-12864     | Creu de terme de Santa Maria (Montblanc) · Vegeu més fotos d'aquest monument · Carregueu una nova foto d'aquest monument                       |
| Font al baluard de Santa Anna                                                    |                 | Neoclassicisme XIX                      | Montblanc Baluard de Santa Anna                                          | 41° 22′ 44″ N, 1° 09′ 41″ E / 41.379008°N,1.161419°E | IPA-12866     | Font al baluard de Santa Anna (Montblanc) · Vegeu més fotos d'aquest monument · Carregueu una nova foto d'aquest monument                      |
| Font del Vall                                                                    |                 | Obra popular XIX                        | Montblanc C. Sant Marçal                                                 | 41° 22′ 38″ N, 1° 09′ 33″ E / 41.377233°N,1.159129°E | IPA-12867     | Font del Vall (Montblanc) · Vegeu més fotos d'aquest monument · Carregueu una nova foto d'aquest monument                                      |
| Font de la Fruita                                                                |                 | Obra popular XX                         | Montblanc C. Riber                                                       | 41° 22′ 35″ N, 1° 09′ 49″ E / 41.376489°N,1.163569°E | IPA-12868     | Font de la Fruita (Montblanc) · Vegeu més fotos d'aquest monument · Carregueu una nova foto d'aquest monument                                  |
| Font Major                                                                       |                 | Neoclassicisme XIX                      | Montblanc C. Bonaire                                                     | 41° 22′ 35″ N, 1° 09′ 40″ E / 41.376464°N,1.161072°E | IPA-12869     | Font Major (Montblanc) · Vegeu més fotos d'aquest monument · Carregueu una nova foto d'aquest monument                                         |
| Font de Sant Francesc                                                            | BCIL 2005       | Neoclassicisme XIX                      | Montblanc Muralla de Sant Francesc - c. Major                            | 41° 22′ 29″ N, 1° 09′ 46″ E / 41.374637°N,1.162689°E | IPA-12870     | Font de Sant Francesc (Montblanc) · Vegeu més fotos d'aquest monument · Carregueu una nova foto d'aquest monument                              |
| Capelleta de Sant Antoni                                                         | BCIL 2005       | Obra popular XVIII-XIX                  | Montblanc C. Major, 125                                                  | 41° 22′ 44″ N, 1° 09′ 43″ E / 41.378753°N,1.161892°E | IPA-12872     | Capelleta de Sant Antoni (Montblanc) · Vegeu més fotos d'aquest monument · Carregueu una nova foto d'aquest monument                           |
| Pont del Molí de la Farga                                                        |                 | Obra popular                            | Montblanc Sobre el torrent de Sant Joan prop del molí                    | 41° 22′ 52″ N, 1° 08′ 41″ E / 41.381214°N,1.144659°E | IPA-12888     | Carregueu una nova foto d'aquest monument |
| Teatre l'Artesana                                                                | BCIL 2008       | XIX                                     | Montblanc C. Plebania - c. Escultor Belart - c. Molins                   | 41° 22′ 40″ N, 1° 09′ 42″ E / 41.377731°N,1.161786°E | IPA-37595     | Teatre l'Artesana (Montblanc) · Vegeu més fotos d'aquest monument · Carregueu una nova foto d'aquest monument                                  |
| Casa Campsdepadrós, Cal Castellví                                                | BCIL 2005       | Barroc XVIII                            | Montblanc C. Poblet i Teixidor, 5                                        | 41° 22′ 32″ N, 1° 09′ 43″ E / 41.375549°N,1.162005°E | IPA-37873     | Casa Campsdepadrós (Montblanc) · Vegeu més fotos d'aquest monument · Carregueu una nova foto d'aquest monument                                 |
| Les Monges Velles, o Llar de Jubilats                                            |                 | Gòtic, obra popular XV, XVIII-XIX       | Montblanc C. Poblet i Teixidor, 10                                       | 41° 22′ 32″ N, 1° 09′ 43″ E / 41.375675°N,1.161873°E | IPA-37874     | Les Monges Velles (Montblanc) · Vegeu més fotos d'aquest monument · Carregueu una nova foto d'aquest monument                                  |
| Casa Alfonso                                                                     |                 | Eclecticisme XIX Final, XVIII           | Montblanc Pl. Major, 2                                                   | 41° 22′ 36″ N, 1° 09′ 41″ E / 41.376708°N,1.161435°E | IPA-39494     | Casa Alfonso (Montblanc) · Vegeu més fotos d'aquest monument · Carregueu una nova foto d'aquest monument                                       |
| Antiga Hostatgeria de Sant Francesc                                              |                 | Barroc XVIII                            | Montblanc C. de Miquel Alfons, 1-3                                       | 41° 22′ 28″ N, 1° 09′ 46″ E / 41.37451°N,1.16291°E   | IPA-39495     | Antiga Hostatgeria de Sant Francesc (Montblanc) · Vegeu més fotos d'aquest monument · Carregueu una nova foto d'aquest monument                |
| Cases del carrer Major, 128-132                                                  | BCIL 2005       | Obra popular, gòtic tardà XV-XVII       | Montblanc C. Major, 128, 130 i 132                                       | 41° 22′ 43″ N, 1° 09′ 43″ E / 41.378477°N,1.162056°E | IPA-39737     | Cases del carrer Major, 128-132 (Montblanc) · Vegeu més fotos d'aquest monument · Carregueu una nova foto d'aquest monument                    |
| Antiga presó                                                                     | BCIL 2005       | XIX                                     | Montblanc C. de la Pedrera                                               | 41° 22′ 40″ N, 1° 09′ 42″ E / 41.377698°N,1.161535°E | IPA-41106     | Antiga presó (Montblanc) · Vegeu més fotos d'aquest monument · Carregueu una nova foto d'aquest monument                                       |
| Habitatge al carrer Major, 18-20                                                 | BCIL 2005       |                                         | Montblanc C. Major, 18-20                                                | 41° 22′ 31″ N, 1° 09′ 46″ E / 41.375281°N,1.162680°E | IPA-41110     | Habitatge al carrer Major, 18-20 (Montblanc) · Vegeu més fotos d'aquest monument · Carregueu una nova foto d'aquest monument                   |
| Cal Giralt                                                                       | BCIL 2005       | XVIII                                   | Montblanc C. Major, 19                                                   | 41° 22′ 32″ N, 1° 09′ 45″ E / 41.375631°N,1.162413°E | IPA-41112     | Cal Giralt (Montblanc) · Vegeu més fotos d'aquest monument · Carregueu una nova foto d'aquest monument                                         |
| Casa Sanfeliu                                                                    | BCIL 2005       |                                         | Montblanc C. Major, 23                                                   | 41° 22′ 33″ N, 1° 09′ 44″ E / 41.375805°N,1.162339°E | IPA-41113     | Casa Sanfeliu (Montblanc) · Vegeu més fotos d'aquest monument · Carregueu una nova foto d'aquest monument                                      |
| Capella de Sant Roc                                                              | BCIL 2005       |                                         | Montblanc C. Major, 82                                                   | 41° 22′ 38″ N, 1° 09′ 44″ E / 41.37714°N,1.16218°E   | IPA-41124     | Capella de Sant Roc (Montblanc) · Vegeu més fotos d'aquest monument · Carregueu una nova foto d'aquest monument                                |
| Molinet de Baix o del Pere                                                       |                 | Obra popular XVII-XVIII                 | Montblanc A la dreta del riu Anguera, sota l'autopista                   | 41° 23′ 14″ N, 1° 10′ 13″ E / 41.38727°N,1.17036°E   | IPA-12890     | Carregueu una nova foto d'aquest monument |
| Molí de Britets                                                                  |                 | Obra popular XIV-XV                     | Montblanc En un descampat a l'esquerra del barranc de la Vall            | 41° 21′ 20″ N, 1° 08′ 39″ E / 41.35565°N,1.1443°E    | IPA-12891     | Carregueu una nova foto d'aquest monument |
| Molí dels Capellans, o Molí del Roig                                             | BCIL 1982       | Obra popular                            | Montblanc C. Molí dels Capellans                                         | 41° 22′ 45″ N, 1° 09′ 41″ E / 41.379154°N,1.161302°E | IPA-12892     | Carregueu una nova foto d'aquest monument |
| Molí del Castellví                                                               |                 | Obra popular XVIII-XIX                  | Montblanc En un descampat a l'esquerra del riu Francolí                  | 41° 23′ 23″ N, 1° 08′ 41″ E / 41.389835°N,1.144672°E | IPA-12893     | Carregueu una nova foto d'aquest monument |
| Molí del Celdoni                                                                 |                 | Obra popular XIX                        | Montblanc En un descampat a la dreta del riu Francolí                    | 41° 21′ 52″ N, 1° 10′ 35″ E / 41.364329°N,1.176307°E | IPA-12894     | Carregueu una nova foto d'aquest monument |
| Molí de Cervera                                                                  |                 | Obra popular XVII, XIX                  | Montblanc C. Muralla de Santa Anna, 2                                    | 41° 22′ 46″ N, 1° 09′ 46″ E / 41.379389°N,1.162665°E | IPA-12895     | Molí de Cervera (Montblanc) · Vegeu més fotos d'aquest monument · Carregueu una nova foto d'aquest monument                                    |
| Molí de Dalt o del Vicenç                                                        |                 | Obra popular XVIII-XIX                  | Montblanc En un descampat a la dreta de la Rasa de Solivella             | 41° 23′ 31″ N, 1° 10′ 19″ E / 41.391978°N,1.172063°E | IPA-12896     | Carregueu una nova foto d'aquest monument |
| Molí de Dins                                                                     |                 | Obra popular XVI-XVII                   | Montblanc En un descampat a la dreta del barranc de la Vall              | 41° 21′ 21″ N, 1° 09′ 02″ E / 41.35584°N,1.15057°E   | IPA-12897     | Carregueu una nova foto d'aquest monument |
| Molí de la Farga                                                                 |                 | Obra popular XIX-XX                     | Montblanc En un descampat a l'esquerra del riu Francolí                  | 41° 21′ 31″ N, 1° 10′ 53″ E / 41.358518°N,1.181335°E | IPA-12898     | Carregueu una nova foto d'aquest monument |
| Molí de Fora                                                                     |                 | Obra popular XVIII-XIX                  | Montblanc En un descampat a l'esquerra del barranc de la Vall            | 41° 21′ 25″ N, 1° 09′ 14″ E / 41.35689°N,1.15389°E   | IPA-12899     | Carregueu una nova foto d'aquest monument |
| Molí de Vinyols                                                                  |                 | Obra popular XV                         | Montblanc En un descampat a l'esquerra del barranc de la Vall            | 41° 22′ 03″ N, 1° 09′ 29″ E / 41.367395°N,1.158150°E | IPA-12900     | Carregueu una nova foto d'aquest monument |
| Molí de Llorac                                                                   |                 | Obra popular                            | Montblanc A l'esquerra del riu Francolí sota el Mas de Llorac            |                                                      | IPA-12901     | Carregueu una nova foto d'aquest monument |
| Molí del Malet                                                                   |                 | Obra popular                            | Montblanc En un descampat a l'esquerra del riu Anguera                   | 41° 22′ 05″ N, 1° 10′ 56″ E / 41.368122°N,1.182102°E | IPA-12902     | Carregueu una nova foto d'aquest monument |
| Carrer Major de Rojals                                                           |                 | Obra popular XIV, XVII, XVIII           | Montblanc C. Major, Rojals                                               | 41° 20′ 17″ N, 1° 06′ 43″ E / 41.33806°N,1.11185°E   | IPA-12911     | Carregueu una nova foto d'aquest monument |
| Molí de Pas                                                                      |                 | Obra popular                            | Montblanc Al peu de la carretera de Prenafeta, esquerra del riu Francolí | 41° 22′ 40″ N, 1° 10′ 10″ E / 41.377718°N,1.169335°E | IPA-12913     | Carregueu una nova foto d'aquest monument |
| Molí del Pinetell                                                                |                 | Obra popular                            | Montblanc En un descampat a l'esquerra del riu Brugent                   | 41° 18′ 24″ N, 1° 07′ 43″ E / 41.306529°N,1.128514°E | IPA-12914     | Carregueu una nova foto d'aquest monument |
| Molí de Ponet                                                                    |                 | Obra popular                            | Montblanc En un descampat a l'esquerra del barranc de la Vall            | 41° 21′ 14″ N, 1° 08′ 00″ E / 41.35387°N,1.13347°E   | IPA-12915     | Carregueu una nova foto d'aquest monument |
| Molí del Povilalta                                                               |                 | Obra popular                            | Montblanc En un descampat a l'esquerra del riu Brugent                   |                                                      | IPA-12916     | Carregueu una nova foto d'aquest monument |
| Molí de la Vall                                                                  |                 | Obra popular XIV-XV                     | Montblanc En un descampat a l'esquerra del barranc de la Vall            | 41° 21′ 20″ N, 1° 08′ 50″ E / 41.35558°N,1.14725°E   | IPA-12917     | Carregueu una nova foto d'aquest monument |
| Molí del Moletas                                                                 |                 | Obra popular                            | Montblanc En un descampat a la dreta del barranc del Vall                | 41° 21′ 00″ N, 1° 07′ 37″ E / 41.34998°N,1.12694°E   | IPA-13346     | Carregueu una nova foto d'aquest monument |
| Església parroquial de Sant Jaume                                                | BCIL 2005       | Romànic, gòtic XII, XIV                 | Montblanc La Guàrdia dels Prats                                          | 41° 23′ 50″ N, 1° 10′ 16″ E / 41.397244°N,1.171122°E | IPA-12876     | Església de Sant Jaume (Montblanc) · Vegeu més fotos d'aquest monument · Carregueu una nova foto d'aquest monument                             |
| Antic Convent i Santuari de Santa Maria dels Prats                               | BCIL 2005       | Gòtic XIV, XVI, XIX                     | Montblanc La Guàrdia dels Prats                                          | 41° 24′ 27″ N, 1° 10′ 20″ E / 41.407533°N,1.172297°E | IPA-12874     | Antic Convent i Santuari de Santa Maria dels Prats (Montblanc) · Vegeu més fotos d'aquest monument · Carregueu una nova foto d'aquest monument |
| Restes del castell de la Guàrdia dels Prats                                      |                 | Obra popular XIII, XVI                  | Montblanc La Guàrdia dels Prats                                          | 41° 23′ 51″ N, 1° 10′ 13″ E / 41.397572°N,1.170235°E | IPA-12879     | Carregueu una nova foto d'aquest monument |
| Can Poblet                                                                       |                 | Obra popular XIX-XX                     | Montblanc La Guàrdia dels Prats                                          | 41° 24′ 51″ N, 1° 10′ 19″ E / 41.414205°N,1.171889°E | IPA-12880     | Carregueu una nova foto d'aquest monument |
| Església de Sant Joan de Lilla                                                   |                 | Gòtic XIV-XVI                           | Montblanc Pl. Major, 1, Lilla                                            | 41° 20′ 55″ N, 1° 12′ 45″ E / 41.348504°N,1.212374°E | IPA-12903     | Església de Sant Joan de Lilla · Vegeu més fotos d'aquest monument · Carregueu una nova foto d'aquest monument                                 |
| Can Lluís                                                                        |                 | Obra popular XX Inici                   | Montblanc C. Avall 6, Lilla                                              | 41° 20′ 54″ N, 1° 12′ 43″ E / 41.348339°N,1.211971°E | IPA-12883     | Carregueu una nova foto d'aquest monument |
| Can Ribé                                                                         |                 | Obra popular XIX-XX                     | Montblanc C. Cases Noves, 21, Lilla                                      | 41° 20′ 53″ N, 1° 12′ 48″ E / 41.347977°N,1.213302°E | IPA-12885     | Carregueu una nova foto d'aquest monument |
| Can Tibau                                                                        |                 | Obra popular XIX-XX                     | Montblanc C. Cases Noves, 23, Lilla                                      | 41° 20′ 53″ N, 1° 12′ 48″ E / 41.347922°N,1.213303°E | IPA-12886     | Carregueu una nova foto d'aquest monument |
| Sindicat Agrícola de Lilla                                                       |                 | Obra popular XX Mitjan                  | Montblanc C. Avall, 4, Lilla                                             | 41° 20′ 55″ N, 1° 12′ 44″ E / 41.348572°N,1.212109°E | IPA-12882     | Sindicat Agrícola de Lilla (Montblanc) · Vegeu més fotos d'aquest monument · Carregueu una nova foto d'aquest monument                         |
| Església de Sant Salvador de Prenafeta                                           |                 | Barroc, obra popular XVIII              | Montblanc Prenafeta                                                      | 41° 22′ 43″ N, 1° 13′ 23″ E / 41.378475°N,1.223036°E | IPA-12905     | Església de Sant Salvador de Prenafeta · Vegeu més fotos d'aquest monument · Carregueu una nova foto d'aquest monument                         |
| Antiga església de Sant Salvador de Prenafeta                                    |                 | Romànic XI, XIV                         | Montblanc Prenafeta                                                      | 41° 22′ 37″ N, 1° 14′ 01″ E / 41.376973°N,1.233595°E | IPA-12906     | Carregueu una nova foto d'aquest monument |
| Ermita de Santa Anna de Montornès                                                | BCIL 2005       | Gòtic XIV                               | Montblanc Partida de Montornès, Prenafeta                                | 41° 23′ 03″ N, 1° 12′ 50″ E / 41.384093°N,1.213822°E | IPA-12907     | Ermita de Santa Anna de Montornès(Montblanc) · Vegeu més fotos d'aquest monument · Carregueu una nova foto d'aquest monument                   |
| Mas de Rojalons                                                                  |                 | Obra popular XVIII-XIX                  | Montblanc Rojalons                                                       | 41° 20′ 48″ N, 1° 08′ 38″ E / 41.34667°N,1.14376°E   | IPA-12887     | Carregueu una nova foto d'aquest monument |
| Església de Sant Salvador de Rojals                                              | BCIL 2005       | Romànic XII, XVIII                      | Montblanc Rojals                                                         | 41° 20′ 19″ N, 1° 06′ 49″ E / 41.3386°N,1.11349°E    | IPA-12912     | Església de Sant Salvador de Rojals (Montblanc) · Vegeu més fotos d'aquest monument · Carregueu una nova foto d'aquest monument                |